# جون موريسون (سياسي كندي، مواليد 1726)
جون موريسون هو سياسي كندي، ولد في 20 سبتمبر 1726، وتوفي في 27 ديسمبر 1816. انتخب عضو مجلس نواب نوفا سكوشا (1773 – 1778) وانتخب عضو مجلس نواب نوفا سكوشا (1770 – 1772).